# PROBA
PROBA é um acrônimo para PROject for On-Board Autonomy (projeto para autonomia a bordo, em inglês), um satélite lançado pela ISRO em 22 de outubro de 2001, como parte do "program MicroSat" da Agência Espacial Européia. Este pequeno satélite com o formato de uma caixa de 40x60x80 cm, com painéis coletores de energia solar em sua superfície, tem um notável sistema de imageamento da superfície da Terra.

PROBA possui um sistema hiper-expectral (com 200 bandas finas) capaz de obter imagens da superfície de nosso planeta com 30 m, além de outros três operando em luz visível que obtém imagens com apenas 15 m de resolução.

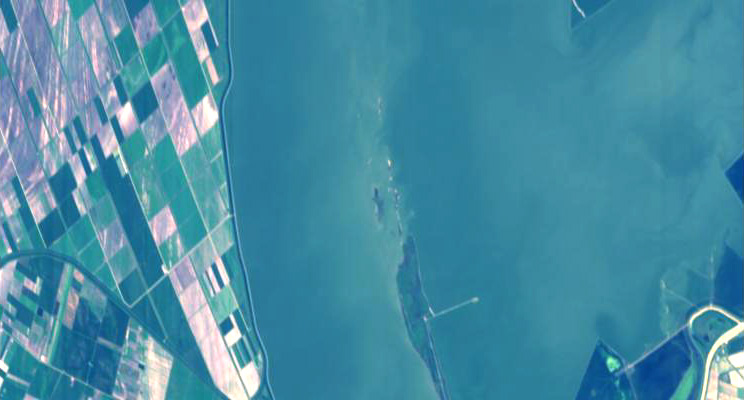
Primeira imagem capturada pelo PROBA, em 14 de maio de 2022, mostrando uma área nos arredores de Veneza, na Itália.